# 100番通話
100番通話は特番電話の一種である。

## 使い方
いわゆる黒電話を含む電話から100番へダイヤルして電話交換手（オペレーター）が出たら通話希望先電話番号を告げて電話を切る。
先方と接続したら折り返しかかってくるので応答し、交換手が相手にかわって（切り替えて）から通話を開始する。
終話して切断すると、交換手から再度着信して通話料金が通知される。
106番（コレクトコール）がない時代に多用され、商店や民家の固定電話を借りて通話し、通話後に100番通話で判明した電話代を電話の持ち主に払っていた。